# Vierkirchen (Oberbayern)

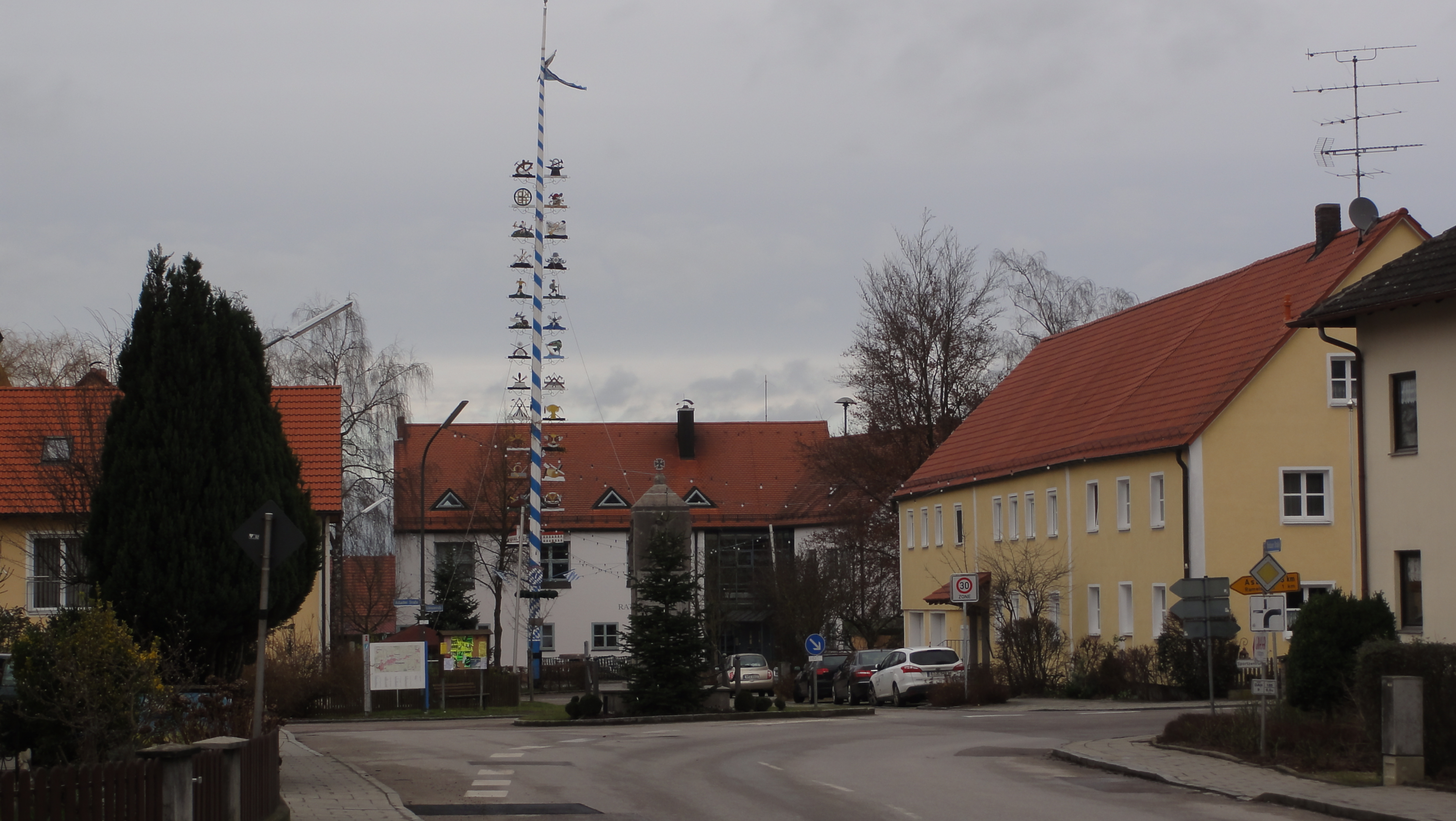
Zentrum des Hauptortes

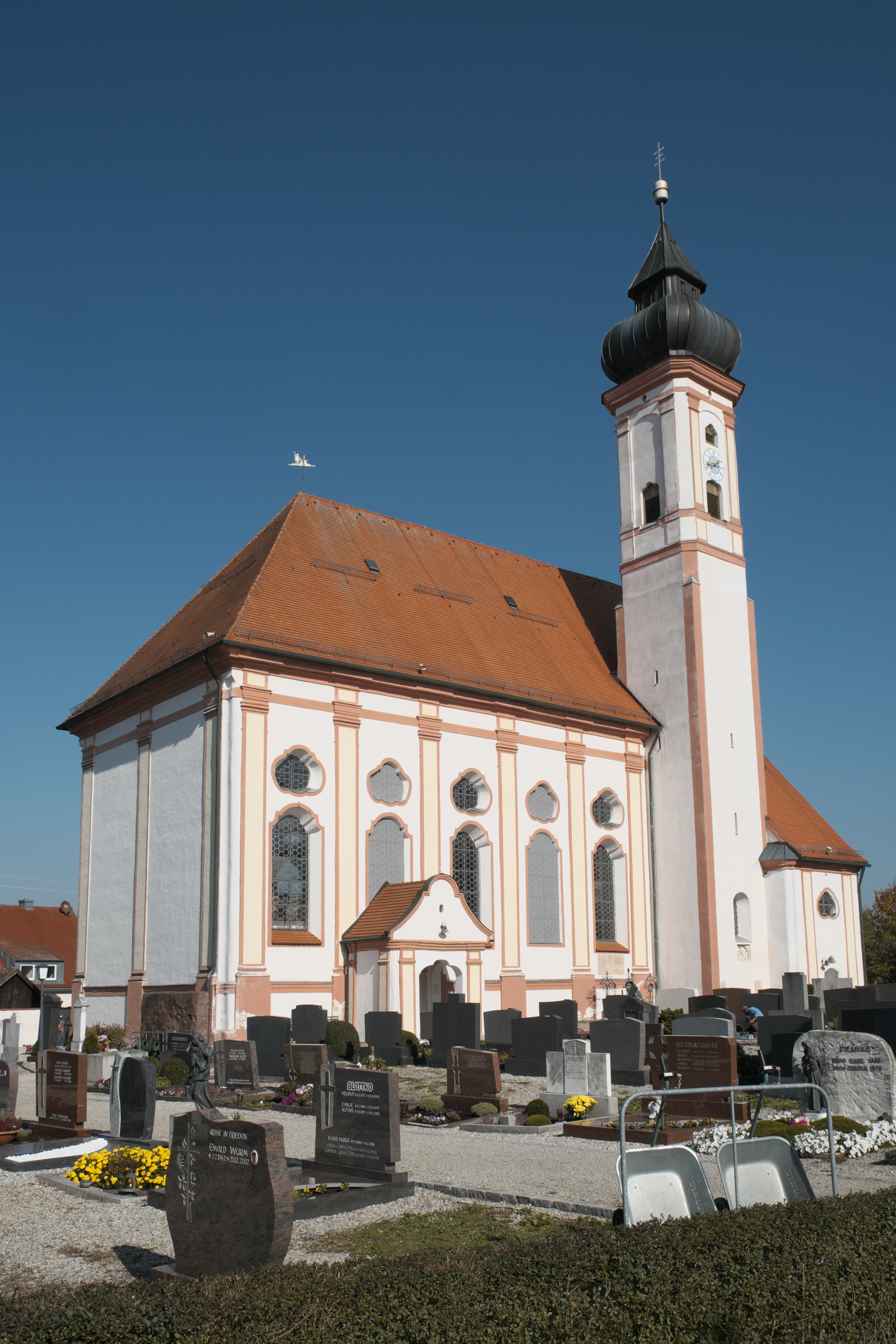
Pfarrkirche St. Jakobus

Vierkirchen ist eine Gemeinde und ein Pfarrdorf im oberbayerischen Landkreis Dachau.

## Geografie

### Lage
Die Gemeinde liegt in der Planungsregion München und 40 Kilometer nördlich von München.

### Gemeindegliederung
Es gibt zwölf Gemeindeteile (in Klammern ist der Siedlungstyp angegeben):
- Esterhofen (Dorf)
- Giebing (Pfarrdorf)
- Gramling (Einöde)
- Jedenhofen (Kirchdorf)
- Milbertshofen (Weiler)
- Mitterwiedenhof (Einöde)
- Oberwiedenhof (Einöde)
- Pasenbach (Kirchdorf)
- Ramelsbach (Dorf)
- Rettenbach (Kirchdorf)
- Unterwiedenhof (Einöde)
- Vierkirchen (Pfarrdorf)

Es gibt die Gemarkungen Biberbach, Giebing, Pasenbach und Vierkirchen.

### Nachbargemeinden
| Weichs           | Petershausen                                |               |
| Markt Indersdorf | Kompassrose, die auf Nachbargemeinden zeigt | Fahrenzhausen |
|                  | Röhrmoos                                    |               |

Nördlich von Vierkirchen liegen die Gemeinden Petershausen und Weichs. Westlich liegt das Unterzentrum des Landkreises Dachau, Markt Indersdorf. Im Süden grenzt die Gemeinde Röhrmoos an. Hinter dem Gemeindeteil Giebing liegt Kammerberg, welches Teil der Gemeinde Fahrenzhausen (seit 1972 zum Landkreis Freising gehörig) ist.

## Geschichte

### Bis zur Gemeindegründung 1808

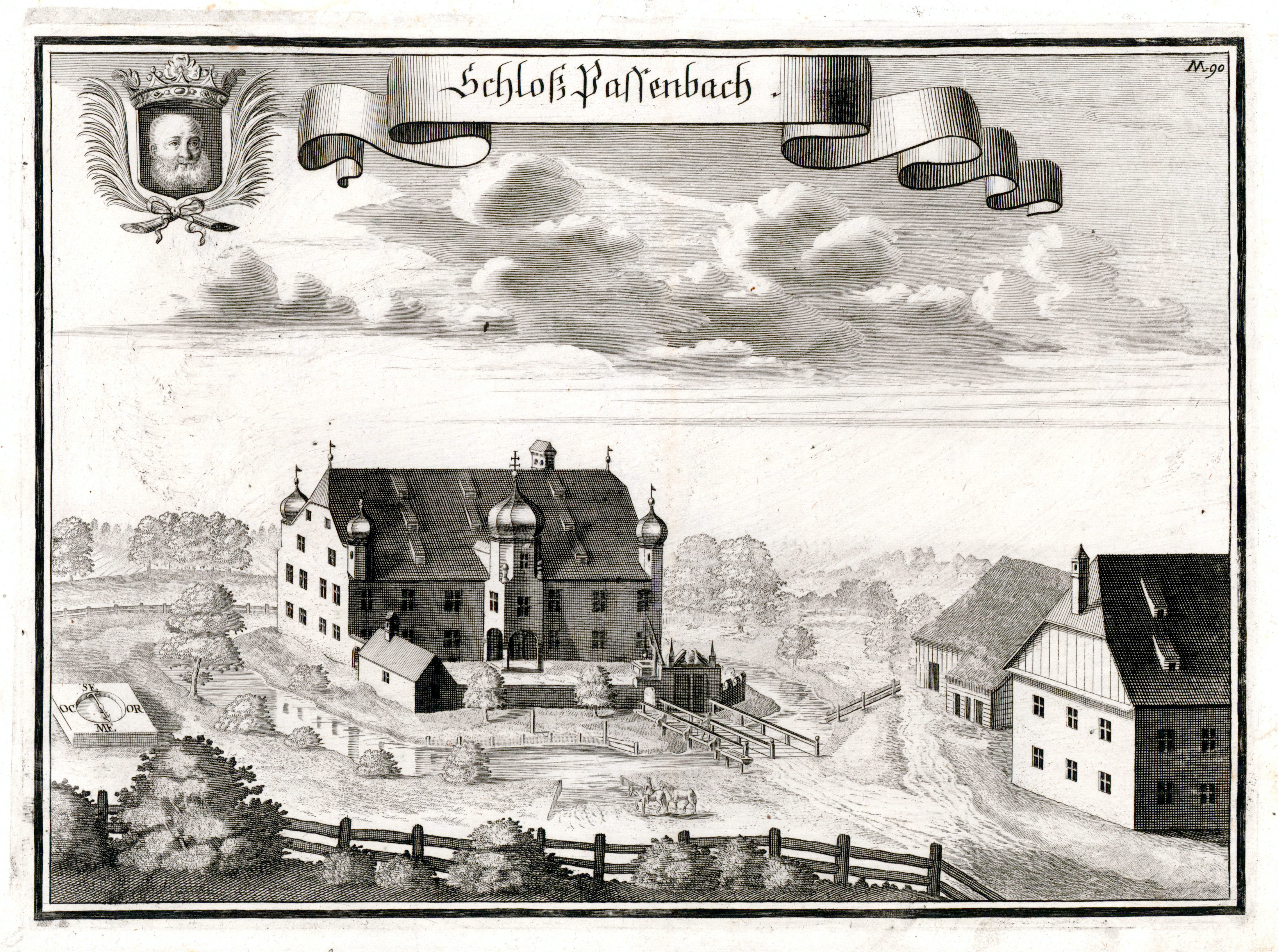
Schloss Pasenbach um 1700

Die Grenzen der Pfarrei Vierkirchen wurden um das Jahr 779 unter Bischof Aribo festgelegt. Der Ort Vierkirchen kann nach geschichtlichen Recherchen im 8./9. Jahrhundert nicht groß gewesen sein. Aber er war vermutlich sowohl für den weltlichen Amtsträger (den Grafen), wie auch für den Bischof ein wichtiger, vielleicht sogar zentraler Versammlungsort. Ob Vierkirchen damals bereits ein fester Gerichtsplatz war, kann nicht eindeutig belegt werden.
Geschichtliche Ersterwähnung:
Im Jahre 820 kommt ein Laie namens Reginhelm nach Vierkirchen, wo Bischof Hitto von Freising offenbar eine große Versammlung abhält. Dieser Reginhelm übergibt dem Bischof hier den Besitz seines verwandten Onkels Kaganhart, der seinen Tod nahekommen sah. Dabei überträgt er dem Bischof auch das Söhnchen Kaganharts zum Schutze und zur Frömmigkeit, d. h. also wohl zur geistlichen Erziehung.
Bereits im Februar 823 tritt Vierkirchen schon deutlicher ins Licht: Eine adelige Matrone namens Cozilt erneuert eine Schenkung zu Vierkirchen, nämlich alles, was sie im Weiler (vicus) Vierkirchen gehabt hatte an Mancipien (= unfreien Landarbeitern), an Gebäuden und an Land. Vierkirchen bietet dabei eine der frühesten Erwähnungen des Dienst- und Amtsbereiches eines bayerischen Grafen. In der o. a. Schenkung wird nämlich eigens festgehalten, die Kirche Vierkirchens liege in ministerio Liutpaldis comitis, d. h. im Amtsbereich des Grafen Luitpald.
Im Dezember 828 wird wiederum Besitz an die Erlöserkirche bzw. Salvatorkirche zu Vierkirchen geschenkt. Diesmal übergibt ein Priester namens Ekkihard seinen Besitz zu Reod (= wohl Ried bei Oberbachern). In dieser Urkunde wird erwähnt, dass die Erlöserkirche bzw. Salvatorkirche zu Vierkirchen der Domkirche zu Freising untersteht. Es handelt sich also vermutlich nicht mehr um eine adelige Eigenkirche.
Bei diesen Schenkungen stehen sich jeweils zwei Partner gegenüber, die auf die allgemeinen Verhältnisse jener Zeit einen mächtigen Einfluss ausübten: Die Angehörigen einer Grundherrenschicht, des Adels, die so vermögend waren, dass sie Teile ihres Besitzes an die Kirche schenken konnten und auf der anderen Seite die Kirche mit dem Bistum Freising, zu der die St.-Salvator-Kirche zu Vierkirchen gehörte. Eigentlich waren damals nur Domkirchen und Klosterkirchen dem heiligen Erlöser geweiht. Also muss die Vierkirchner Kirche eine wichtige Kirche des Bischofs gewesen sein. Da aber Adelige an diese freisingische Eigenkirche weiterhin schenken, werden sie ein besonderes Verhältnis zu dieser Kirche gehabt haben. Es bleibt zu vermuten, dass ihre Vorfahren diese Kirche einst gegründet, aus Fichtenholz gezimmert und aufgebaut oder aber im ehemaligen Fichtenwald errichtet haben, also Feohtkiriha = Fichtenkirche. Im oberbayerischen Archiv sind auch die Namen Feohtkiricha, Feochtkyricha, Fichtkiriha und Viechtkirchen nachzulesen. Außerdem sind zwischen 1150 und 1160 in den Indersdorfer Urkunden ein edles Geschlecht Viechkirchen festgehalten. Auch ein Dietrich der Vichtkircher – er war 1375 Richter in Kranzberg – und ein Isegrim de Viechkirchen sind nachzulesen. Das Wappen dieser Edlen spiegelt das heutige Gemeindewappen (Storchenkopf und -hals) wider.
Vierkirchen gehörte zum Rentamt München und zum Landgericht Dachau des Kurfürstentums Bayern.

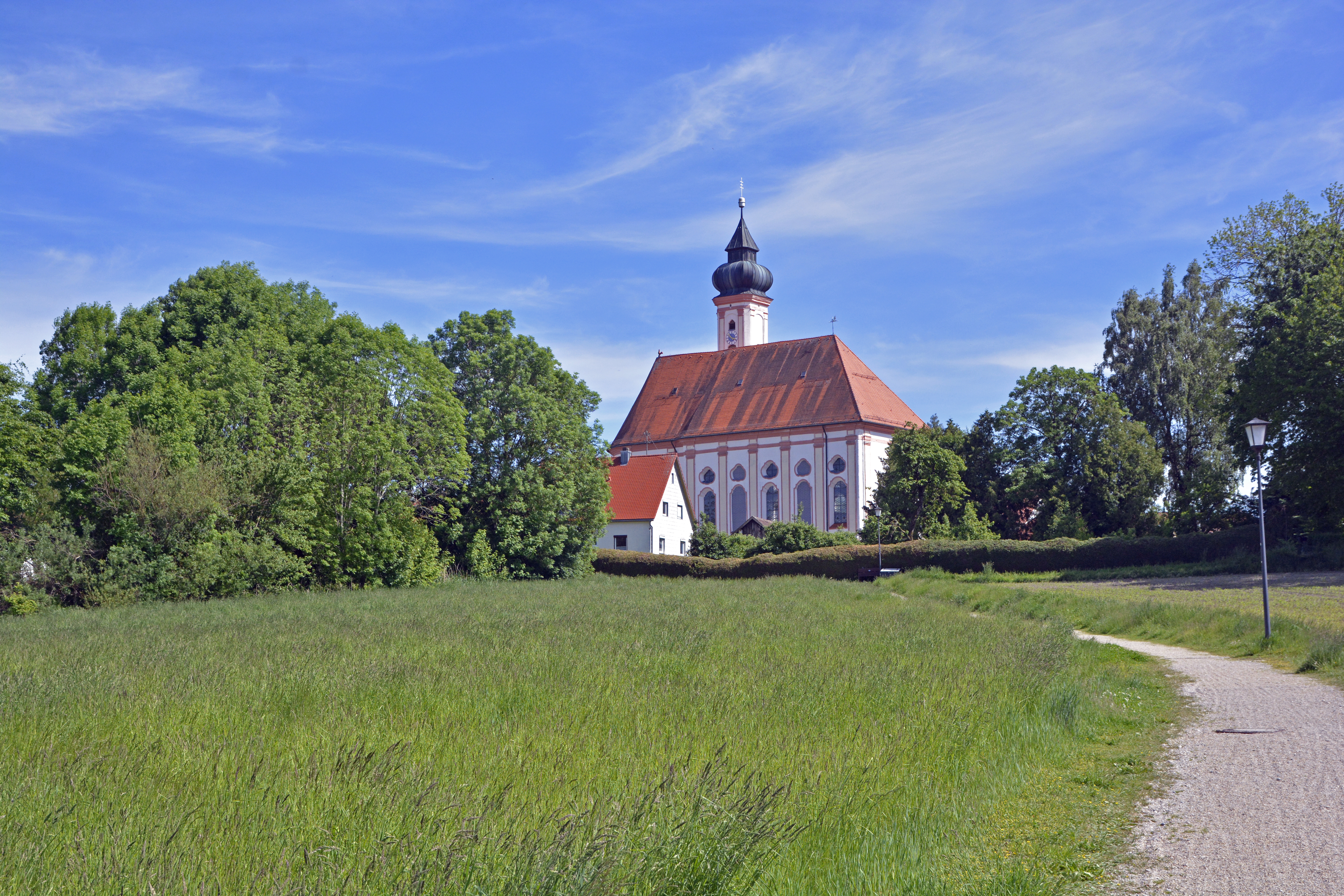
Pfarrkirche St. Jakobus von Nordwesten

### Gemeinde Vierkirchen im 19. Jahrhundert
Im jungen Königreich Bayern wurden aus den im Jahre 1808 gebildeten Steuergemeinden die politischen Gemeinden im heutigen Stil gebildet und mit kommunaler Autonomie ausgestattet. Damals wies der Ort Vierkirchen etwa 350 Einwohner auf. Im Jahre 1900 lebten 565 Menschen in Vierkirchen. Den größten Sprung in der Bevölkerungsvermehrung weist die relativ kurze Zeit von 1939 (643) bis 1945 (1041) auf. Die Wohnbevölkerung nahm besonders in den bahnnahen Orten Vierkirchen, Pasenbach, Esterhofen und Ramelsbach zu. Durch die Gebiets- und Gemeindereform weist heute die Gemeinde rund 4600 Einwohner auf. Früher war der Ort Vierkirchen vornehmlich landwirtschaftlich orientiert. Treffpunkt der Bauern und Bürger war von altersher die damalige Dorfschmiede in der Mitte der Ortschaft.

### Gemeinde Vierkirchen im 20. Jahrhundert
Nach dem Zweiten Weltkrieg verblieb Vierkirchen als eine Gemeinde im ländlichen Raum des Dachauer Landes.
Dies änderte sich ab 1972 durch zwei wesentliche Ereignisse: Zum einen durch die Gebietsreform, die der Gemeinde zentrale Funktionen zuwies. Zum anderen durch die Eröffnung des S-Bahn-Betriebs (S2 des MVV bis Petershausen) mit Anbindung an den S-Bahn-Haltepunkt Esterhofen, der seit 1999 Vierkirchen-Esterhofen heißt.
Ab den 1970er Jahren veranlasste die Gemeinde zahlreiche Infrastrukturprojekte, um den steigenden Bevölkerungszahlen zu begegnen.
1999 wurde eine Partnerschaft mit der italienischen Gemeinde Genazzano im Gemeinderat beschlossen.

### Eingemeindungen
Im Rahmen der Gebietsreform erfolgte die Eingemeindung der Nachbargemeinden Pasenbach (teilweise) am 1. Januar 1972 und Giebing am 1. Juli 1972. Biberbach kam am 1. Mai 1978 zu Röhrmoos, deren damalige Gemeindeteile Milbertshofen und Wiedenhöfe zu Vierkirchen.

### Verwaltungsgemeinschaft
Die 1978 gegründete Verwaltungsgemeinschaft mit Weichs wurde 1980 wieder aufgelöst.

### Religionen
Die Pfarrkirche St. Jakobus der Pfarrei Vierkirchen ist ein Bau der Jahre 1763/65, nachdem die alte gotische Kirche 1759 wegen Baufälligkeit eingestürzt war. Die Pfarrkirche in Giebing ist eine der wenigen Jugendstilkirchen in Südbayern.
Das Gemeindehaus der evangelisch-lutherischen Kirchengemeinde in Vierkirchen wurde im Jahre 1978 errichtet.

### Bedeutung des Namens Vierkirchen
Hinter dem Namen Vierkirchen werden oft vier Kirchen vermutet. Im Kernort Vierkirchen gibt es nur eine Kirche, Pfarrkirche St. Jakobus. Auch die landläufige Meinung der Name gehe darauf zurück, dass man von bestimmten topografischen Punkten der Gemeinde aus vier Kirchtürme sehen könne, hat nichts mit dem Namen zu tun.
Im oberbayerischen Archiv sind die verschiedenen Namen Feohtkiricha, Feochtkyricha, Fichtkiriha und Viechtkirchen nachzulesen. Die ersten drei Namen lassen die ursprüngliche Fichtenholzkirche als Namensgeber vermuten, aus denen sich die späteren Familiennamen von ortsansässigen Geschlechtern, wie Viechkirchen oder Vichtkircher vermutlich ableiteten. Das Wort Vier entwickelte sich demzufolge aus dem Wort Fichte.

### Einwohnerentwicklung
Zwischen 1988 und 2022 wuchs die Gemeinde von 3021 auf 4614 um 1593 Einwohner bzw. um 52,7 %.
| Jahr | Einwohner |
| ---- | --------- |
| 1840 | 867       |
| 1871 | 934       |
| 1900 | 1010      |
| 1925 | 1131      |
| 1939 | 1086      |
| 1961 | 1809      |

| Jahr | Einwohner |
| ---- | --------- |
| 1970 | 2097      |
| 1987 | 2940      |
| 1991 | 3233      |
| 1995 | 3556      |
| 2000 | 3837      |
| 2005 | 4214      |

| Jahr | Einwohner |
| ---- | --------- |
| 2010 | 4278      |
| 2015 | 4588      |
| 2016 | 4551      |
| 2017 | 4559      |
| 2018 | 4571      |
| 2019 | 4636      |

| Jahr | Einwohner |
| ---- | --------- |
| 2020 | 4613      |
| 2021 | 4561      |
| 2022 | 4614      |
| 2023 | 4719      |
| 2024 | 4654      |

| Jahr | Einwohner |
| ---- | --------- |
| 1840 | 867       |
| 1871 | 934       |
| 1900 | 1010      |
| 1925 | 1131      |
| 1939 | 1086      |
| 1961 | 1809      |

| Jahr | Einwohner |
| ---- | --------- |
| 1970 | 2097      |
| 1987 | 2940      |
| 1991 | 3233      |
| 1995 | 3556      |
| 2000 | 3837      |
| 2005 | 4214      |

| Jahr | Einwohner |
| ---- | --------- |
| 2010 | 4278      |
| 2015 | 4588      |
| 2016 | 4551      |
| 2017 | 4559      |
| 2018 | 4571      |
| 2019 | 4636      |

| Jahr | Einwohner |
| ---- | --------- |
| 2020 | 4613      |
| 2021 | 4561      |
| 2022 | 4614      |
| 2023 | 4719      |
| 2024 | 4654      |

Die Einwohnerzahlen von 1961 und 1970 beinhalten auch die Einwohner des nach Vierkirchen gewechselten Teils der aufgelösten Gemeinde Biberbach.

## Politik

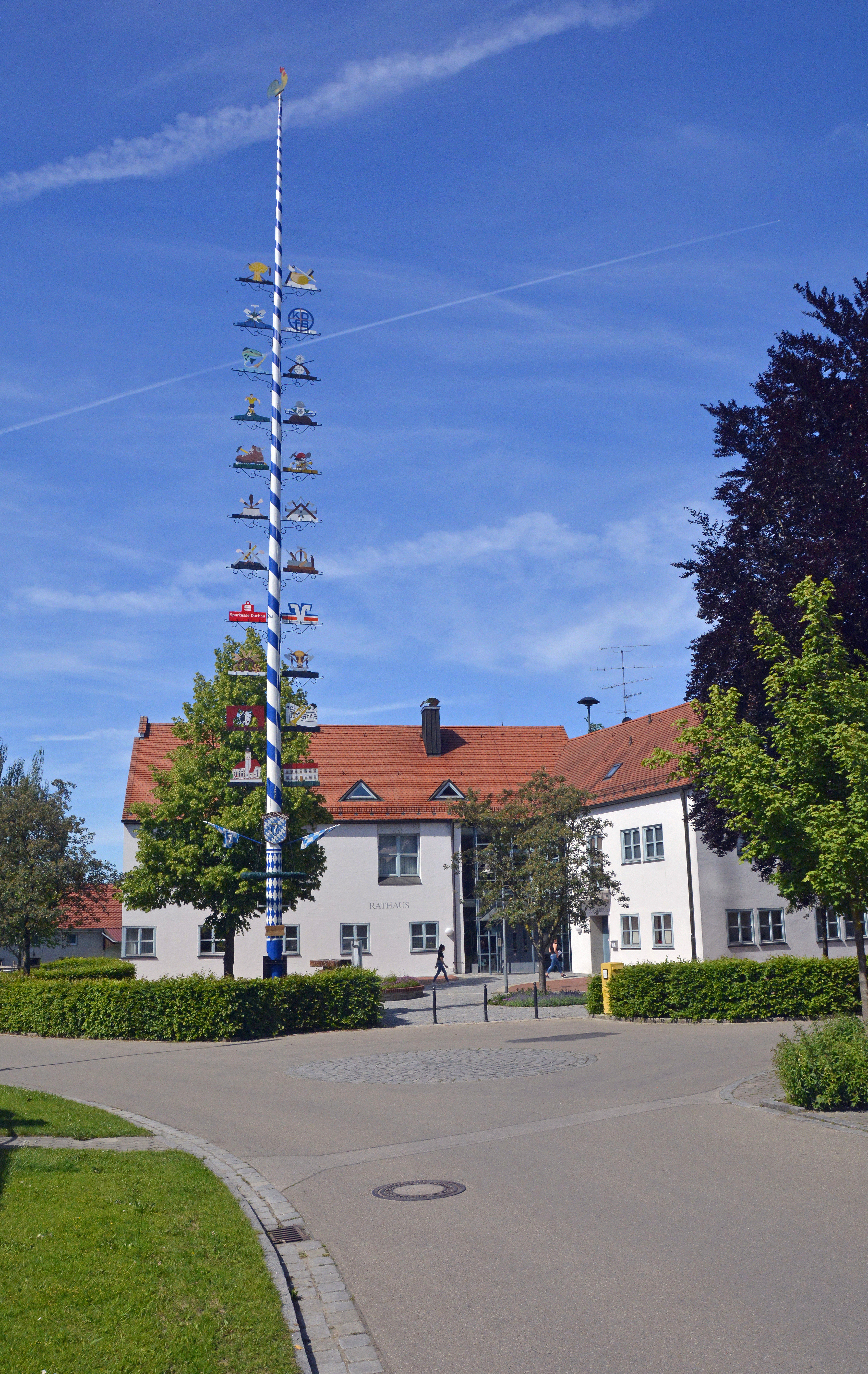
Rathaus von Vierkirchen mit Maibaum (2019)

### Bürgermeister
| Person                                         | Amtszeit  | Partei    |
| ---------------------------------------------- | --------- | --------- |
| Harald Dirlenbach                              | seit 2014 | SPD       |
| Heinz Eichinger                                | 1996–2014 | SPD       |
| Canisius Großmann-Neuhäusler                   | 1978–1996 | CSU       |
| Hans Bestle                                    | 1960–1978 | CSU       |
| Hans Ziegler                                   | 1952–1960 | parteilos |
| Johann Eichinger                               | 1946–1952 |           |
| Michael Müller                                 | 1945–1946 |           |
| Hans Ziegler (Zinsbauer)                       | 1940–1945 |           |
| Josef Bestle                                   | 1933–1940 |           |
| Michael Müller (Michemandl)                    | 1922–1933 |           |
| Benno Sigl (Deiglbauer)                        | 1906–1922 |           |
| Thomas Bertold (Reindl)                        | 1893–1906 |           |
| Hans Mayr (Reischlbauer)                       | 1882–1893 |           |
| Josef Ettl                                     | 1879–1882 |           |
| Landwirt Kugler (Zinsbauer) und Josef Sedlmayr | 1876–1879 |           |

### Gemeinderat
Zusammensetzung aufgrund der Kommunalwahlen seit 2014:
| \| \| Sitze \| \| \| \| \| \| Wahljahr \| CSU \| SPD \| FW \| FWG Pasenbach \| Gesamt \| \| 2020[9] \| 5 \| 5 \| 3 \| 3 \| 16 \| \| 2014 \| 5 \| 6 \| 2 \| 3 \| 16 \| Hinzu kommt der stimmberechtigte Bürgermeister. | Insgesamt 17 Sitze - SPD: 5 - CSU: 6 - FW: 3 - FWG: 3 |     |    |               |        |
| | Sitze                                                 |     |    |               |        |
| Wahljahr | CSU                                                   | SPD | FW | FWG Pasenbach | Gesamt |
| 2020 | 5                                                     | 5   | 3  | 3             | 16     |
| 2014 | 5                                                     | 6   | 2  | 3             | 16     |

### Wappen
|  | Blasonierung: „In Blau ein weißer Storchenrumpf mit rotem Schnabel.“ |
|  |                                                                      |

### Gemeindepartnerschaft
Seit dem Jahr 2000 besteht zwischen Vierkirchen und dem italienischen Genazzano eine Gemeindepartnerschaft.

## Kultur und Sehenswürdigkeiten

### Baudenkmäler
- Katholische Pfarrkirche St. Jakobus
- Pfarrhaus Vierkirchen

### Naturbad
Seit 2003 existiert in Vierkirchen das Naturbad (2000 m²). Dieses entstand durch den Umbau der ehemaligen Klärbecken der stillgelegten Kläranlage. Es handelt sich um künstlich angelegte Schwimmteiche und nicht um ein Naturbad im strengen Sinne. Die Besonderheit dieses Bades ist, dass das Wasser in weiteren Becken – dem Regenerationsteich (1500 m²) – natürlich gereinigt wird. Hier werden in einem biologischen Selbstreinigungsverfahren die Verunreinigungen ohne chemische Zusatzstoffe in mineralische Salze umgewandelt. Zahlreiche Wasserpflanzen im Regenerationsteich, wie Schilf und Seerosen, nutzen diese so gewonnenen Salze als Nährstoffe. Dadurch kann eine durchgängig gute Wasserqualität gewährleistet werden.

## Wirtschaft und Infrastruktur
Die Gemeindesteuereinnahmen betrugen im Jahr 2018 rund 7,578 Millionen Euro, davon waren 4.078.000 Euro Gewerbesteuereinnahmen.

### Wirtschaft einschließlich Land- und Forstwirtschaft
1998 gab es nach der amtlichen Statistik im Bereich der Land- und Forstwirtschaft fünf, im produzierenden Gewerbe 236 und im Bereich Handel und Verkehr 81 sozialversicherungspflichtig Beschäftigte am Arbeitsort. In sonstigen Wirtschaftsbereichen waren am Arbeitsort 234 Personen sozialversicherungspflichtig beschäftigt. Sozialversicherungspflichtig Beschäftigte am Wohnort gab es insgesamt 1314. Im verarbeitenden Gewerbe gab es einen, im Bauhauptgewerbe zehn Betriebe. Zudem bestanden im Jahr 1999 50 landwirtschaftliche Betriebe mit einer landwirtschaftlich genutzten Fläche von 1766 ha, davon waren 1544 ha Ackerfläche.

### Verkehr
Die Bahnstrecke München–Treuchtlingen führt durch das Gemeindegebiet. Der Haltepunkt Vierkirchen-Esterhofen ist mit der Linie S2 an das S-Bahn-Netz Münchens angeschlossen. Diese S-Bahn-Verbindung ist für zahlreiche Berufspendler von zentraler Bedeutung.
Ostwärts liegt die Bundesstraße 13 im Landkreis Freising, die in Nord-Süd-Richtung verlaufend, Ingolstadt mit München verbindet und eine gute Anbindung an die Kreisstadt Pfaffenhofen an der Ilm (Entfernung: ca. 22,2 km) ermöglicht.
Durch das Gemeindegebiet verläuft keine Staatsstraße. Die Kreisstraße DAH 9 verbindet von West nach Ost Markt Indersdorf mit Vierkirchen und verlässt bei Giebing den Landkreis. Von Petershausen nach Röhrmoos wird über die Kreisstraße DAH 10 das Gemeindegebiet von Nordost nach Süden durchzogen. Die Kreisstraße DAH 11 verbindet den Gemeindeteil Pasenbach mit Weichs.
Ein direkter Autobahnanschluss existiert nicht. Die Gemeinde Vierkirchen ist über die Ausfahrten 67 (Allershausen) der A 9 im Osten (Entfernung: ca. 16,7 km), 3 (Unterschleißheim) der A 92 im Süden (Entfernung: ca. 15,4 km), 78 (Dachau/Fürstenfeldbruck) der A 8 im Westen (Entfernung: ca. 22,0 km), sowie 10 (München-Ludwigsfeld) der A 99 im Süden (Entfernung: ca. 20,3 km) zu erreichen.
Die mittlere Entfernung zur Kreisstadt Dachau beträgt ca. 14,7 km.

### Unternehmen und Gewerbe
Im Gemeindeteil Pasenbach liegt der Stammsitz des Schuhherstellers Hanwag.
Seit 2006 ist die Andritz KMPT GmbH, ein zur Andritz AG gehörender Hersteller von Zentrifugen zur Fest-Flüssig-Trennung für Anwendungen in der Chemischen-, Pharmazeutischen und Lebensmittelindustrie, in Vierkirchen ansässig. Das Unternehmen hatte sich 2001 vom damaligen Mutterkonzern Krauss-Maffei gelöst.
Zahlreiche Unternehmen aus Haus- und Baugewerbe, Handel, Dienstleistungen, Industrie sind in Vierkirchen ansässig, von denen die überwiegende Anzahl im Gewerbeverein organisiert sind.

### Bildung

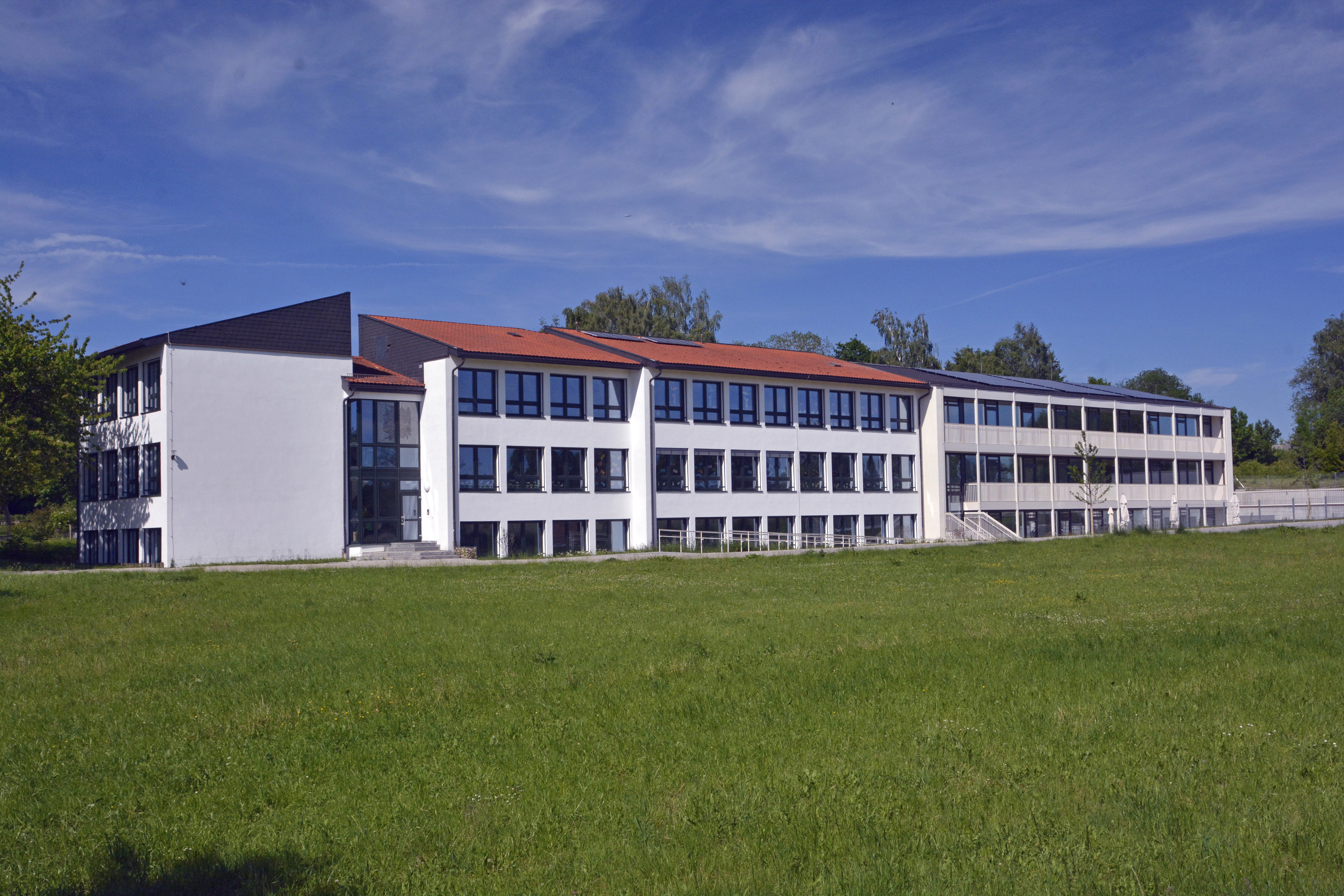
Grundschule Vierkirchen

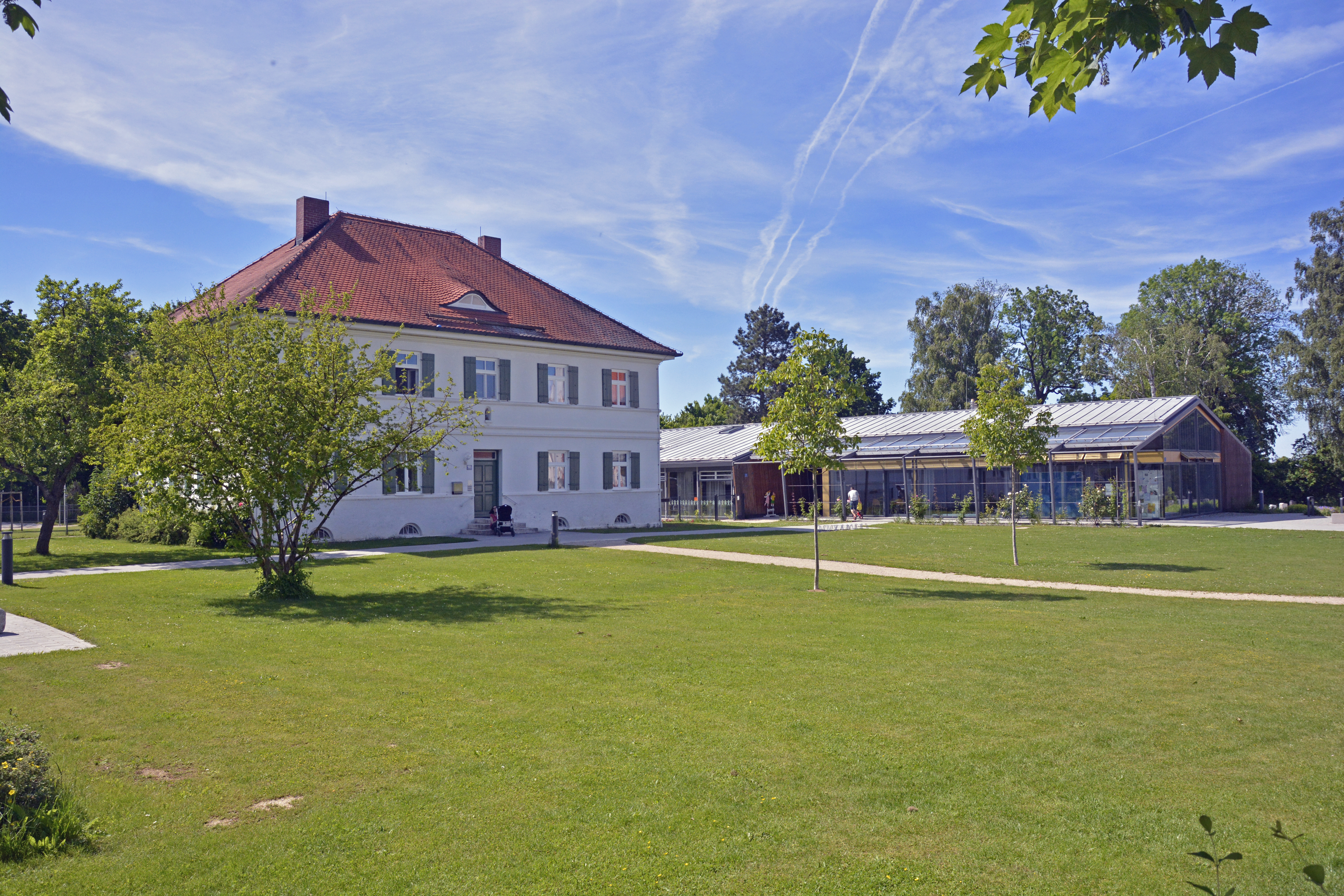
Pfarrhof Vierkirchen: Pfarramt und Kindergarten St. Jakobus

Im Jahr 2018 existierten folgende Einrichtungen:
- Kindergärten: 150 Kindergartenplätze mit 150 Kindern in 3 Einrichtungen (Kath. Pfarrkindergarten St. Jakobus, sowie vom Zweckverband Jugendarbeit betrieben der Kindergarten „Villa Kunterbunt“ und der Kinderhort „Wirbelwind“)[14]
- Grundschule Vierkirchen mit 10 hauptamtlichen Lehrkräften und 184 Schülern (2021/2022).[15]
- Gemeindebücherei im Rathaus Vierkirchen[16]
- Volkshochschule Vierkirchen

### Feuerwehr und Brandschutz
Für den Schutz der Bürger unterhält die Gemeinde Vierkirchen in den Gemeindeteilen Vierkirchen, Pasenbach und Giebing drei Freiwillige Feuerwehren, die für den Brandschutz und die allgemeine Hilfe sorgen. Den etwa einhundert Feuerwehrdienstleistenden der örtlichen Feuerwehren stehen sieben Löschfahrzeuge sowie Geräte- und Mannschaftstransportfahrzeuge zur Verfügung. Des Weiteren betreibt der BRK-Kreisverband Dachau am Standort Vierkirchen eine ehrenamtlich besetzte HvO-Einheit.

## Ehrenbürger
(Quelle:)
- 1917: Johann Spötzl, Pfarrer in Vierkirchen von 1914–1932
- 1951: Andreas Brädl, Pfarrer und Kämmerer von 1932–1952
- 1958: Hanns Ziegler, Landwirt und ehemaliger Bürgermeister
- 1979: Wolfgang Lanzinger, Pfarrer von 1954–1990
- 1991: Hans Bestle, Schmied und Altbürgermeister
- 1996: Josef Wagner (1921–2018), Unternehmensgründer von Hanwag
- 2009: Canisius Großmann-Neuhäusler (1929–2010[18]), ehemaliger Bürgermeister
- 2014: Hermann Aigner (* 1934), langjähriger Gemeinderat
- 2015: Heinz Eichinger (* 1950), ehemaliger Bürgermeister
- 2018: Hans Nefzger, langjähriger Gemeinderat und Vereinsvorstand[19]

## Bildergalerie

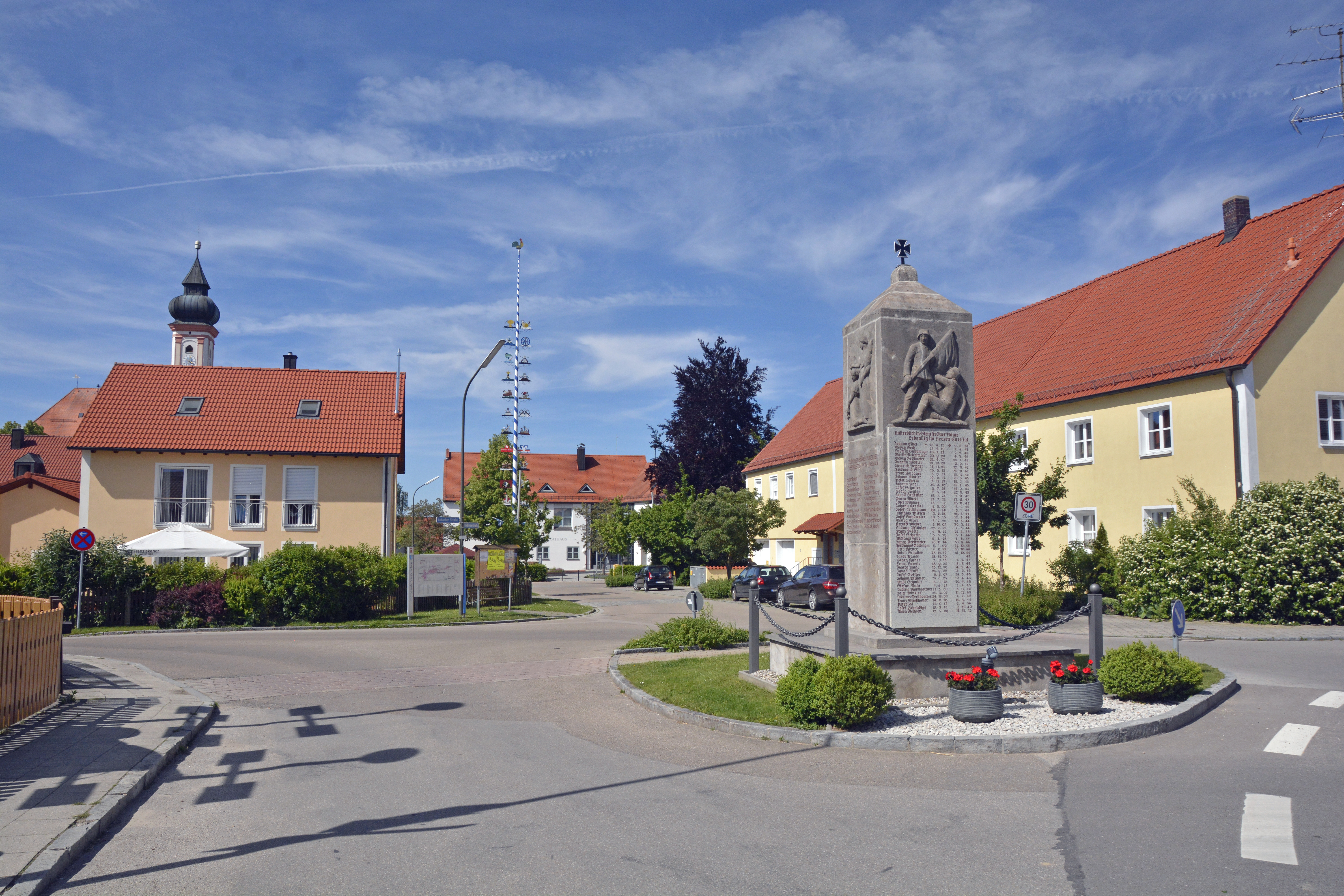
Ortsmitte mit Kriegerdenkmal (im Hintergrund St. Jakobus und Rathaus)
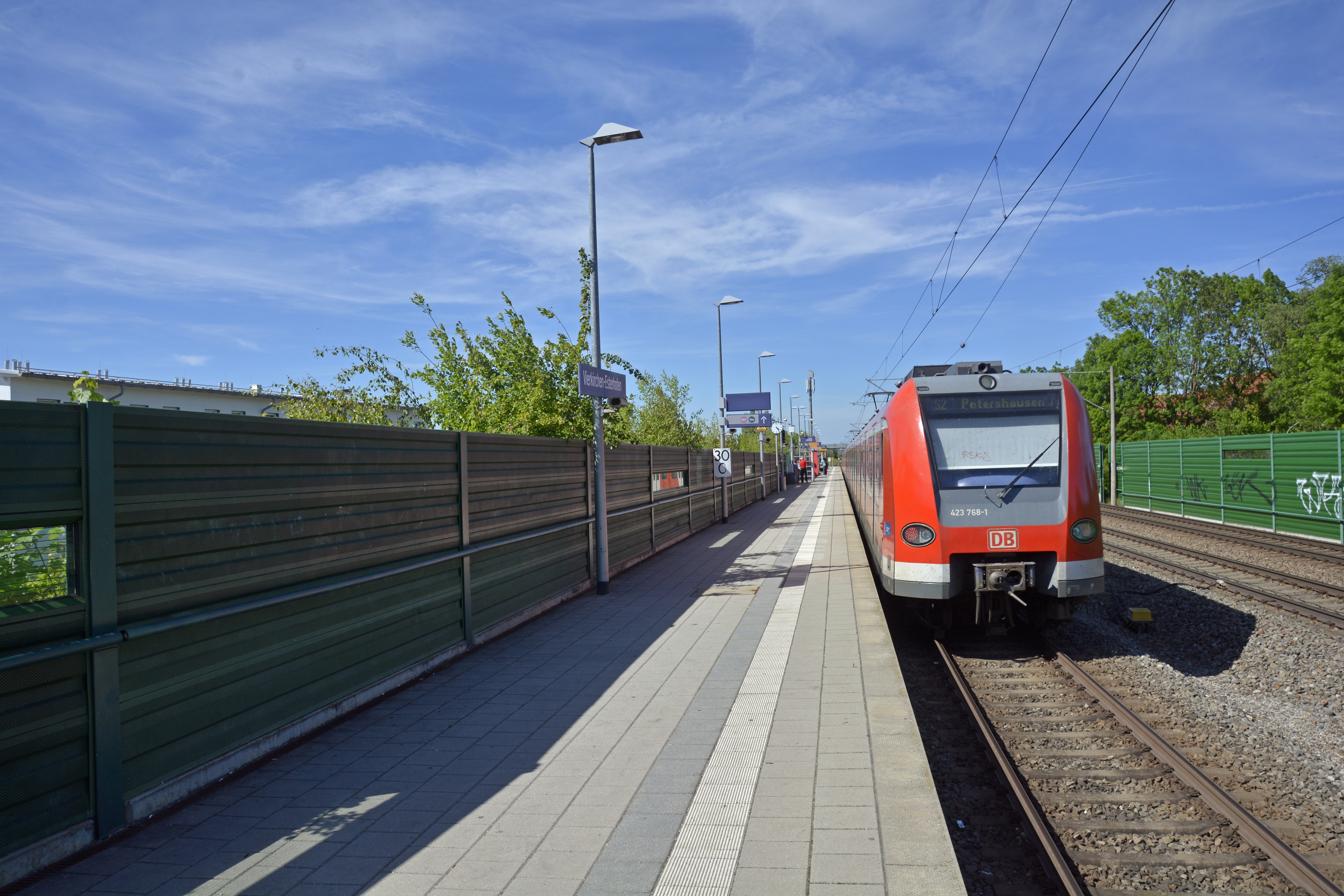
S-Bahn-Haltestelle Vierkirchen-Esterhofen (S2 Haltepunkt)
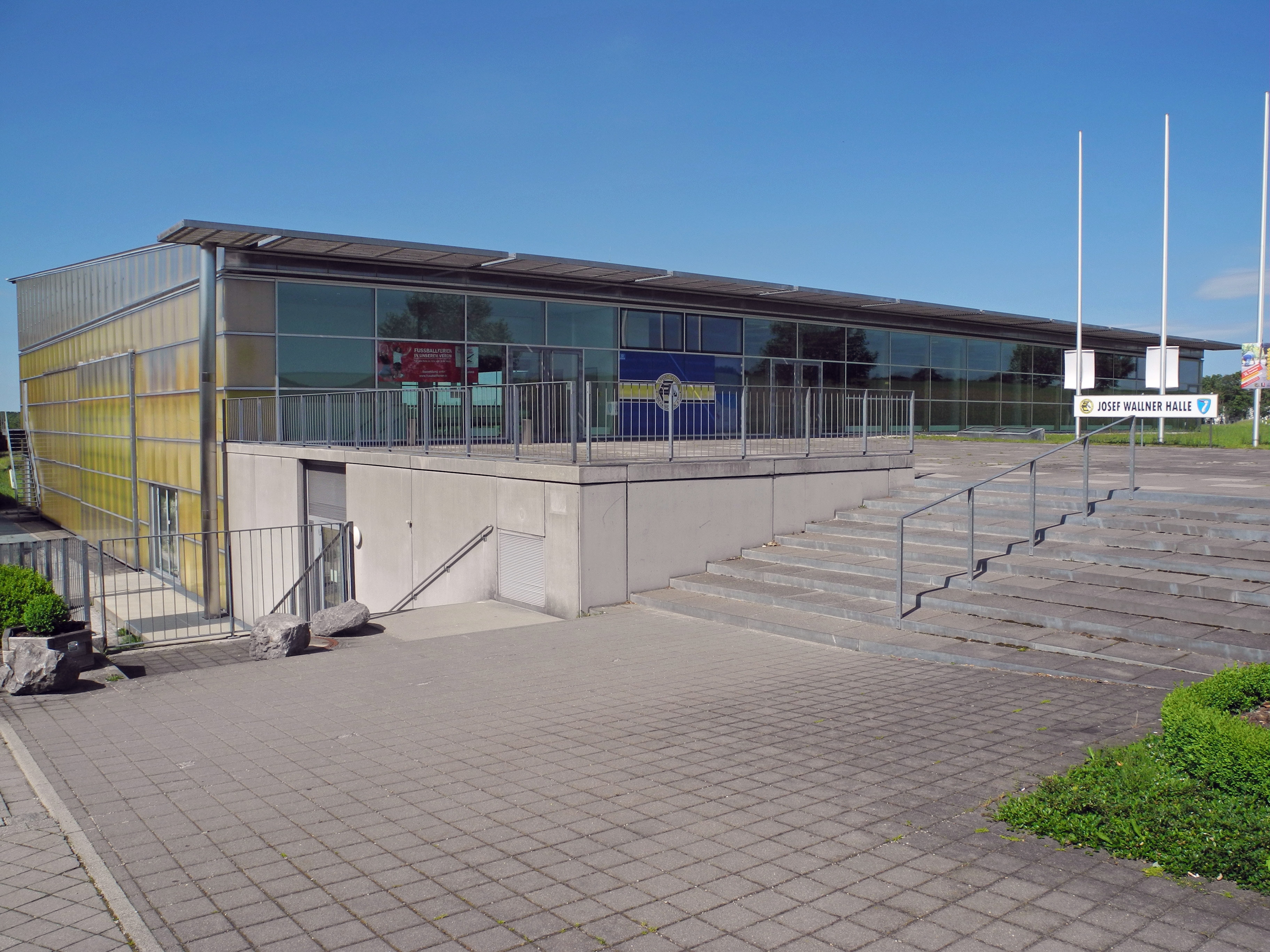
Josef-Wallner-Halle (Dreifachsporthalle des SCV Vierkirchen) (erbaut 2009)
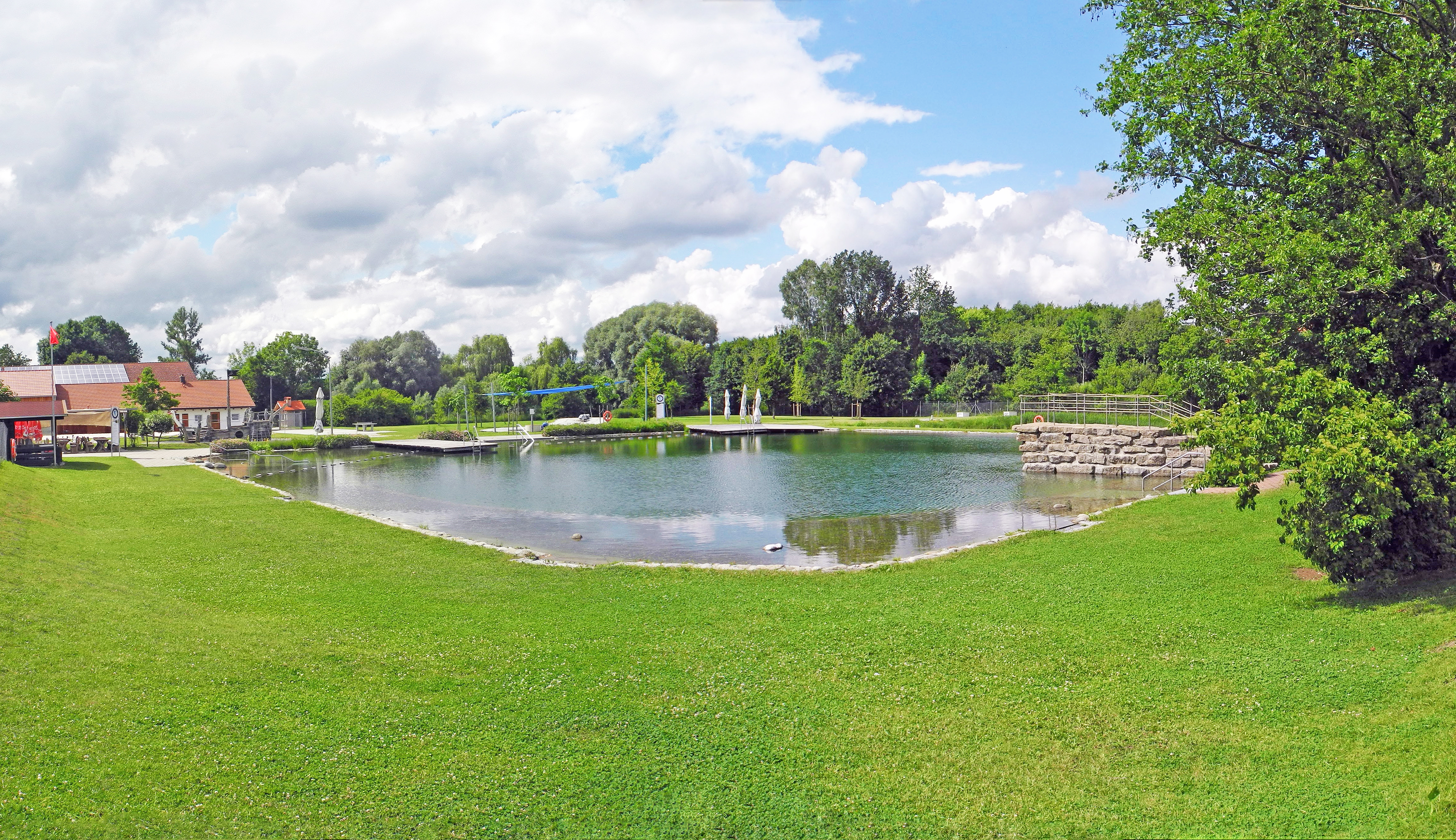
Naturbad Vierkirchen